# Dario Caviezel
Dario Caviezel (ur. 12 lipca 1995) – szwajcarski snowboardzista, srebrny medalista mistrzostw świata juniorów.

## Kariera
Po raz pierwszy na arenie międzynarodowej pojawił się 27 listopada 2010 roku w Hochfügen, gdzie w zawodach Pucharu Europy zajął 70. miejsce w gigancie równoległym (PGS). W 2004 roku wystąpił na mistrzostwach świata juniorów w Valmalenco, zajmując 22. miejsce w slalomie (PSL) i 37. miejsce w gigancie równoległym. Jeszcze czterokrotnie startował w zawodach tego cyklu, najlepszy wynik osiągając podczas mistrzostw świata juniorów w Yabuli w 2015 roku, gdzie zdobył srebrny medal w gigancie równoległym.
W zawodach Pucharu Świata zadebiutował 21 grudnia 2012 roku w Carezza, zajmując 37. miejsce w gigancie równoległym. Pierwszy raz na podium zawodów pucharowych stanął 14 grudnia 2017 roku w tej samej miejscowości, kończąc rywalizację w gigancie równoległym na trzeciej pozycji. W zawodach tych wyprzedzili go jedynie Rosjanin Andriej Sobolew i kolejny Szwajcar, Nevin Galmarini. Najlepsze wyniki osiągnął w sezonie 2016/2017, kiedy to zajął ósme miejsce w klasyfikacji PAR, w klasyfikacji slalomu równoległego był dziewiąty, a w gigancie zajął dziesiąte miejsce. W 2017 roku wystartował na mistrzostwach świata w Sierra Nevada, gdzie zajął 19. miejsce w gigancie i 26. miejsce w slalomie równoległym. Na rozgrywanych rok później igrzyskach olimpijskich w Pjongczangu zajął 22. miejsce w PGS. W 2019 roku, na mistrzostwach świata w Park City zajął 8. miejsce w PGS oraz 9. w PSL.

## Osiągnięcia

### Igrzyska olimpijskie
| Miejsce | Dzień     | Rok  | Miejscowość | Konkurencja       | Zwycięzca       |
| ------- | --------- | ---- | ----------- | ----------------- | --------------- |
| 22.     | 24 lutego | 2018 | Pjongczang  | Gigant równoległy | Nevin Galmarini |

### Mistrzostwa świata
| Miejsce | Dzień     | Rok  | Miejscowość   | Konkurencja                 | Zwycięzca          |
| ------- | --------- | ---- | ------------- | --------------------------- | ------------------ |
| 26.     | 15 marca  | 2017 | Sierra Nevada | Slalom równoległy           | Andreas Prommegger |
| 19.     | 16 marca  | 2017 | Sierra Nevada | Gigant równoległy           | Andreas Prommegger |
| 8.      | 4 lutego  | 2019 | Park City     | Gigant równoległy           | Dmitrij Łoginow    |
| 9.      | 5 lutego  | 2019 | Park City     | Slalom równoległy           | Dmitrij Łoginow    |
| 18.     | 1 marca   | 2021 | Rogla         | Gigant równoległy           | Dmitrij Łoginow    |
| 8.      | 2 marca   | 2021 | Rogla         | Slalom równoległy           | Benjamin Karl      |
| 2.      | 19 lutego | 2023 | Bakuriani     | Gigant równoległy           | Oskar Kwiatkowski  |
| 6.      | 21 lutego | 2023 | Bakuriani     | Slalom równoległy           | Andreas Prommegger |
| 3.      | 22 lutego | 2023 | Bakuriani     | Slalom równoległy drużynowo | Włochy 2           |

### Puchar Świata

#### Miejsca w klasyfikacji generalnej PAR
- sezon 2012/2013: 72.
- sezon 2013/2014: 49.
- sezon 2014/2015: 54.
- sezon 2015/2016: 31.
- sezon 2016/2017: 8.
- sezon 2017/2018: 20.
- sezon 2018/2019: 11.
- sezon 2019/2020: 22.
- sezon 2020/2021: 13.
- sezon 2021/2022:

#### Miejsca na podium w zawodach
1. Carezza – 14 grudnia 2017 (gigant równoległy) - 3. miejsce
2. Bad Gastein – 8 stycznia 2019 (slalom równoległy) - 2. miejsce
3. Moskwa – 26 stycznia 2019 (slalom równoległy) - 2. miejsce
4. Scuol – 9 marca 2019 (gigant równoległy) - 3. miejsce
5. Scuol – 11 stycznia 2020 (gigant równoległy) - 3. miejsce
6. Cortina d’Ampezzo – 18 grudnia 2021 (gigant równoległy) - 1. miejsce